# 2009년 빅토리아주 산불

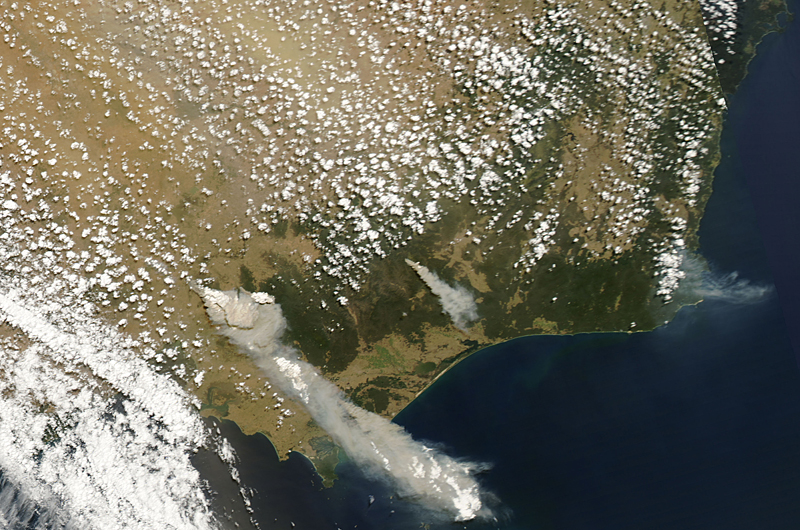
2월 7일 빅토리아 주 일대 상공 위성사진

2009년 오스트레일리아 빅토리아주 산불은 2009년 2월 7일부터 오스트레일리아 동남부 빅토리아주 일대를 강타한 대규모 산불이다. 
빅토리아 주 일대에는 1월 하순부터 폭염과 가뭄이 지속되었다. 빅토리아 주의 주도인 멜버른의 경우 1월 30일과 2월 7일의 최고기온은 무려 섭씨 45 °C를 넘었다. 여기에 여러달 째 가뭄이 계속되었고, 강풍이 겹치면서 산불이 발생 위험이 매우 높았다. 멜버른 동북부의 산에서 2월 7일부터 동시다발적으로 400건 이상의 산불이 발생하면서 손을 쓸 수 없을 만큼 화재는 확대되어 주변 지역을 초토화시켰다. 2월 12일 현재까지 최소한 181명이 사망한 것으로 집계되었으며, 사망자는 더 늘어날 가능성이 있다. 
오스트레일리아 경찰은 산불의 상당수가 방화로 인해 시작된 것으로 보고 있으며, 방화범에 대해 살인죄를 적용할 것이라고 밝혔다.

## 같이 보기
- 2019~2020년 오스트레일리아 밀림 산불